# 深云车辆段

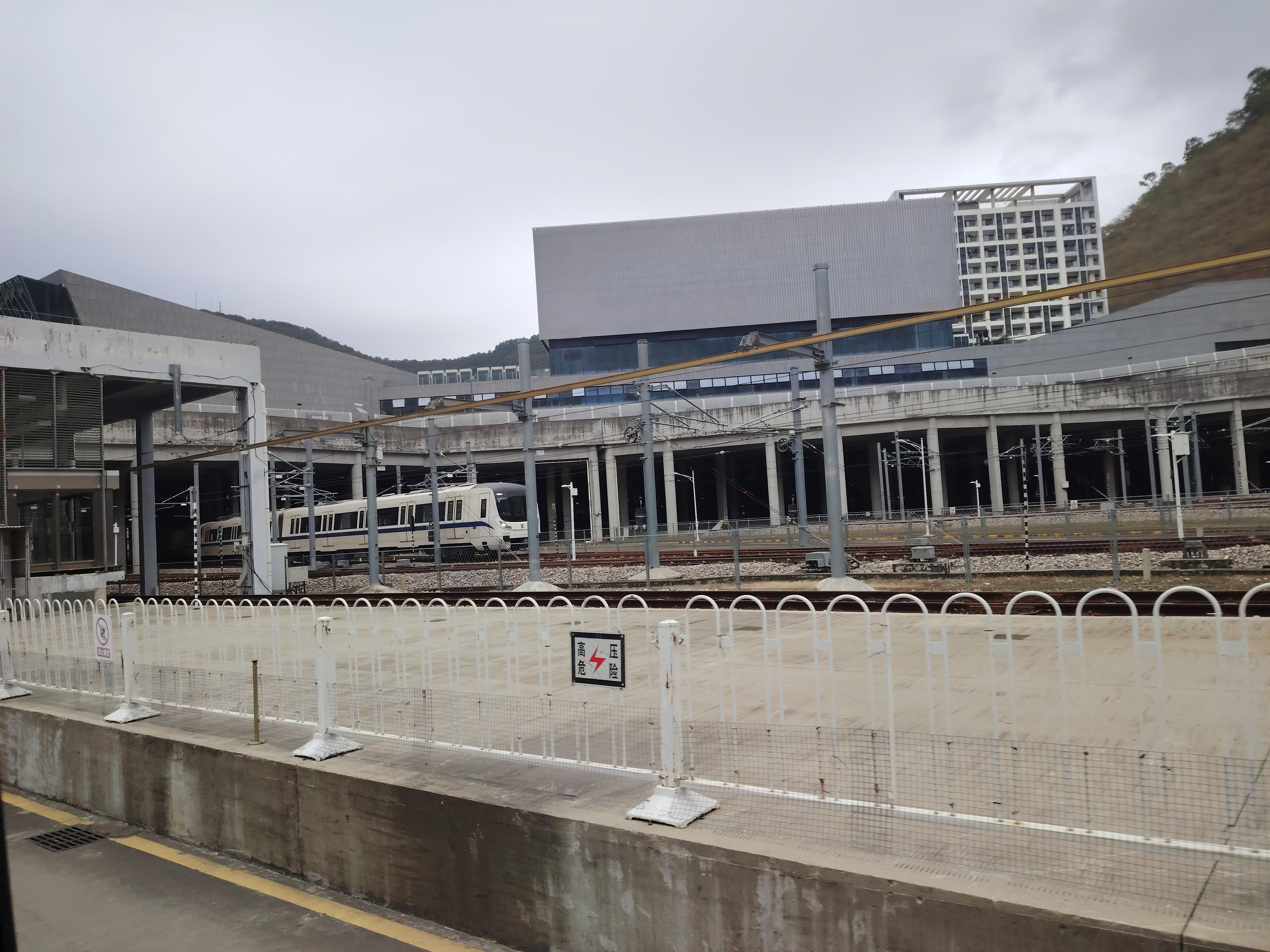
深云车辆段出车通道

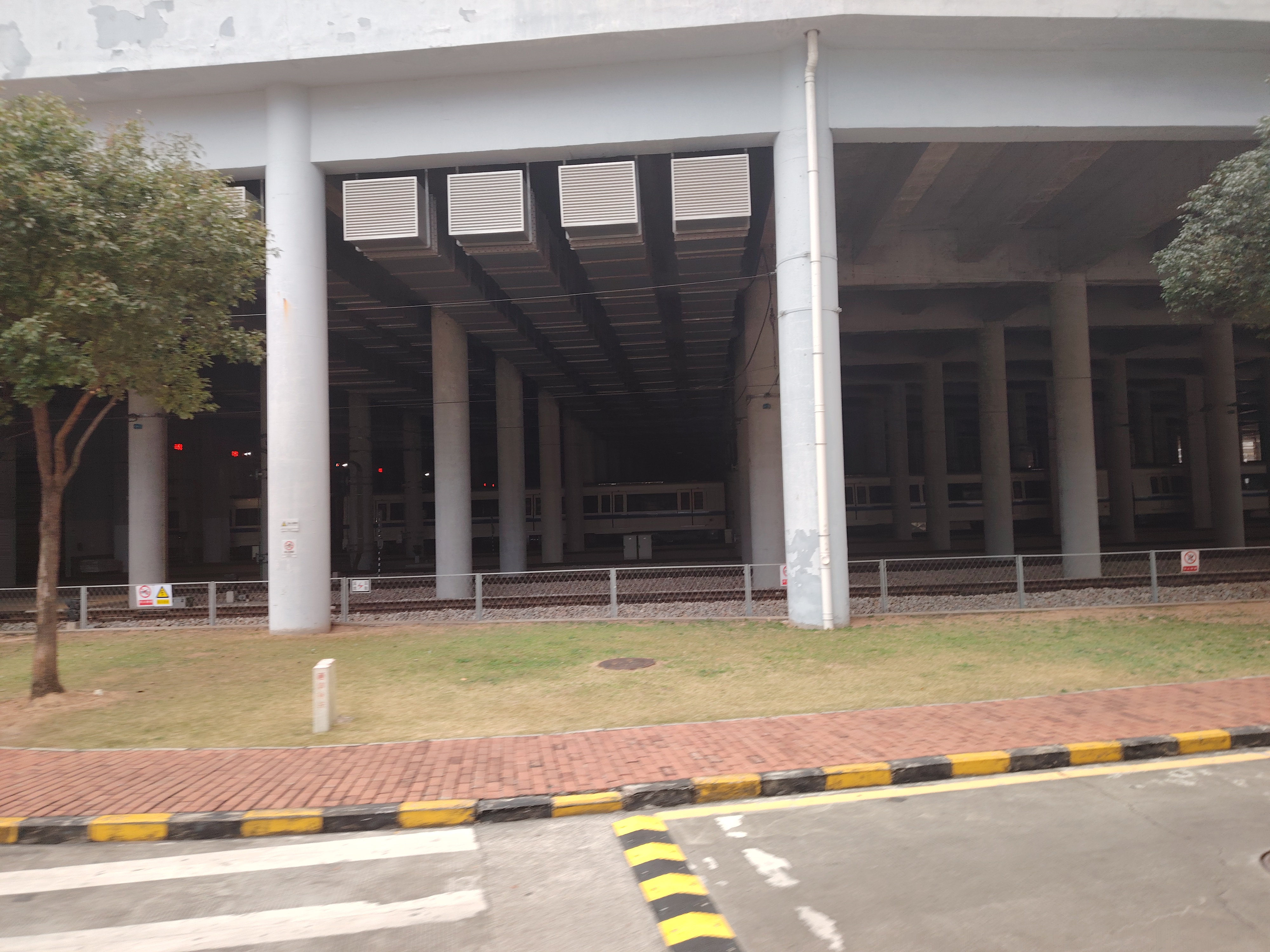
深云车辆段存车库

深雲車輛段位於塘朗山隧道南面隧道口東側（近深圳疾控中心），前身為已修復的石礦場。本廠於2012年動工，2016年完工啟用，由中國電建承建，為深圳地鐵7號線列車提供定修服務，以及為部分列車提供泊位；而大修則由前海車輛段負責。與深圳地鐵多數路線一樣，本廠與安托山停車場構成「一段一場」的功能佈置。此外，樓高16層的深雲控制中心亦設於本廠西南角，將來會負責深鐵所有路線的車務控制；而目前絕大多數路線的新車輛，均會以陸送方式由西麗站送抵深雲車輛段，在完成調試後才調往所屬路線。
本廠為密封式混凝土建築，除出入線以外均有上蓋，並具上蓋開發條件，目前已開發成深鐵公司的行政辦公室，其餘用地將發展為深云文體公園。深云文体公园于2022年8月对外开放，内有10个网球场、8个羽毛球场、6个篮球场、2个壁球馆、1个击剑馆及1个足球场。
為配合上蓋公園興建，本廠西南方（深雲控制中心下方）亦設有文體公園站（類似港鐵將軍澳線的康城站）。但目前此站主要提供深圳地铁员工的通勤服务，尚未对公众开放，开放时间待定。